# راسيل جيمس
راسيل جيمس (بالإنجليزية: Russell James)‏ هو مصور أسترالي، ولد في 1962 في برث في أستراليا.

## وصلات خارجية
- الموقع الرسمي
- راسيل جيمس على موقع ميوزك برينز (الإنجليزية)
- راسيل جيمس على موقع ديسكوغز (الإنجليزية)